# WNCW
Koordinaten: 35° 44′ 6″ N, 82° 17′ 11″ W
WNCW ist eine Public Radio Station aus Spindale, North Carolina. Die „Listener Supported“-Station gehört dem Isothermal Community College und überträgt ein Programm aus Folk, Blues, Jazz, Reggae, Celtic, Worldmusic, Rock, Bluegrass, Indie und ein Nachrichtenprogramm.
Die WNCW Sendungen aus „Studio B“ sind bekannt für ihre Bluegrass Sessions. In dem Sendestudio entstehen Aufnahmen für das reguläre Programm; einige von ihnen werden im jährlichen „Crowd Around The Mic“-Album zusammengefasst und als CD veröffentlicht. Diese Mitschnitte werden ausschließlich für die WNCW unterstützenden Hörer veröffentlicht. Bekannt sind auch die Live Video-Mitschnitte, die WNCW bei Youtube veröffentlicht. Die Station sendet vor allem Sonntags viel Bluegrass und Gospel. In der Sendung „This Old Porch“ wird die Storytelling- und Bluegrass-Tradition der Region zelebriert.
Die Station erreicht weite Teile North Carolinas mit ihrem UKW-Sender auf dem Kuwohi nahe Mount Mitchell. Der Sender strahlt von einer Höhe von 2022 Metern mit 17,5 kW. WNCW wird auch von WSIF Wilkesboro und vier Umsetzern übertragen. Mittels des reichweitenstarken Senders wird WNCW teilweise auch in South Carolina, Tennessee, Georgia und Virginia gehört.